# أسا بي فرينش
أسا بي فرينش (بالإنجليزية: Asa P. French)‏ هو محامي أمريكي، ولد في 29 يناير 1860، وتوفي في 17 سبتمبر 1938.